# بام هيغينز
بام هيغينز (بالإنجليزية: Pam Higgins)‏ هي لاعبة غولف أمريكية، ولدت في 5 ديسمبر 1945 في غروفبورت في الولايات المتحدة.

## وصلات خارجية
- بام هيغينز على موقع رابطة لاعبات الغولف المحترفات (الإنجليزية)